# شلومو دوفرات
شلومو دوفرات (بالعبرية: שלמה דוברת‏) هو إسرائيلي صاحب مشاريع للتكنولوجيا المتطورة. قاد إصلاح شركة إسرائيل للتكنولوجيا والاتصالات (ECI Telecom) وفي يناير من عام 2005، قام ببيع شركة تيكنوماتيكس (Tecnomatix) إلى شركة البرمجيات الأمريكية حلول الرسومات المتحدة(UGS Corp). بحوالي 227.7 مليون دولار أمريكي، مما جعله يربح حوالي 10 ملايين دولار أمريكي من تلك الصفقة. ومعروف أيضًا بأنه شارك في تأسيس مشاريع الكرمل. كما عُرف برئاسة اللجنة القومية الإسرائيلية لإصلاح التعليم المعروفة باسم لجنة دوفرات.

## الحياة العملية
مثل العديد من أصحاب مشاريع التكنولوجيا المتطورة الإسرائيلية، خدم دوفرات في الجيش الإسرائيلي في الوحدة 8200 وكانت أول شركة عامة أدارها دوفرات لتعاملات الجمهور شركة أوشاب (Oshap) في وول ستريت في منتصف الثمانينيات. تمكن دوفرات من إدارة أعمال شركة أوشاب في بلجيكا، وفي سن 26 أصبح الرئيس التنفيذي للشركة. وفي أوائل عام 1999, قامت مؤسسة صن جارد (SunGard) بشراء شركة أوشاب بمبلغ 220 مليون دولار أمريكي في صفقة تبادل الأسهم. حيث حقق دوفرات نحو 40 مليون دولار من هذا البيع.
أسس شلومو دوفرات شركة تيكنوماتيكس وشغل منصب الرئيس التنفيذي للشركة ورئيس الشركة من عام 1983 حتى عام 1995. وشغل منصب الرئيس حتى ديسمبر عام 2001 وكمدير لها حتى تم بيعها في نهاية المطاف لشركة حلول الرسومات المتحدة الأمريكية في عام 2005.
وفي عام 2000، شارك دوفرات في تأسيس مشاريع الكرمل.
عمل دوفرات أيضًا رئيسا لشركة إسرائيل للاتصالات والإلكترونيات منذ عام 2002 وحتى بيع الشركة في عام 2007 مقابل مبلغ 1.25 مليار دولار.

## لجنة دوفرات
انتهت لجنة دوفرات, التي عينتها الحكومة وترأسها دوفرات، في عام 2004 إلى أن مفتاح تحسين التعليم الإسرائيلي ليس ضخ المزيد من المال ولكن جودة التدريس. وشملت توصيات الإصلاح إعطاء مديري المدارس الحق في فصل المعلمين سيئي الجودة ومكافأة الجيد منهم بأجور مرتفعة. وقد تم منع تلك الإجراءات من قبل نقابات المعلمين بإسرائيل، التي شلت المدارس بسلسلة من الإضرابات الطويلة التي منعت معظم تلك الإصلاحات المقترحة.